# اشلی برچ
اَشلی برچ (انگلیسی: Ashly Burch؛ زادهٔ ۱۹ ژوئن ۱۹۹۰) بازیگر، صداپیشه، خواننده و نویسنده اهل ایالات متحده آمریکا است. وی از سال ۲۰۰۷ میلادی تاکنون مشغول فعالیت بوده‌است.
از مهم ترین آثار وی می توان به صداپیشگی شخصیت الوی در هورایزن زیرو داون و هورایزن غرب ممنوعه، اپریل اونیل در مجموعه لاک‌پشت‌های نینجا و کسی کیج در مورتال کامبت اکس اشاره کرد.
وی همچنین در سریال تلویزیونی جستجوی افسانه‌ای بازی کرده است.